# پاردوس

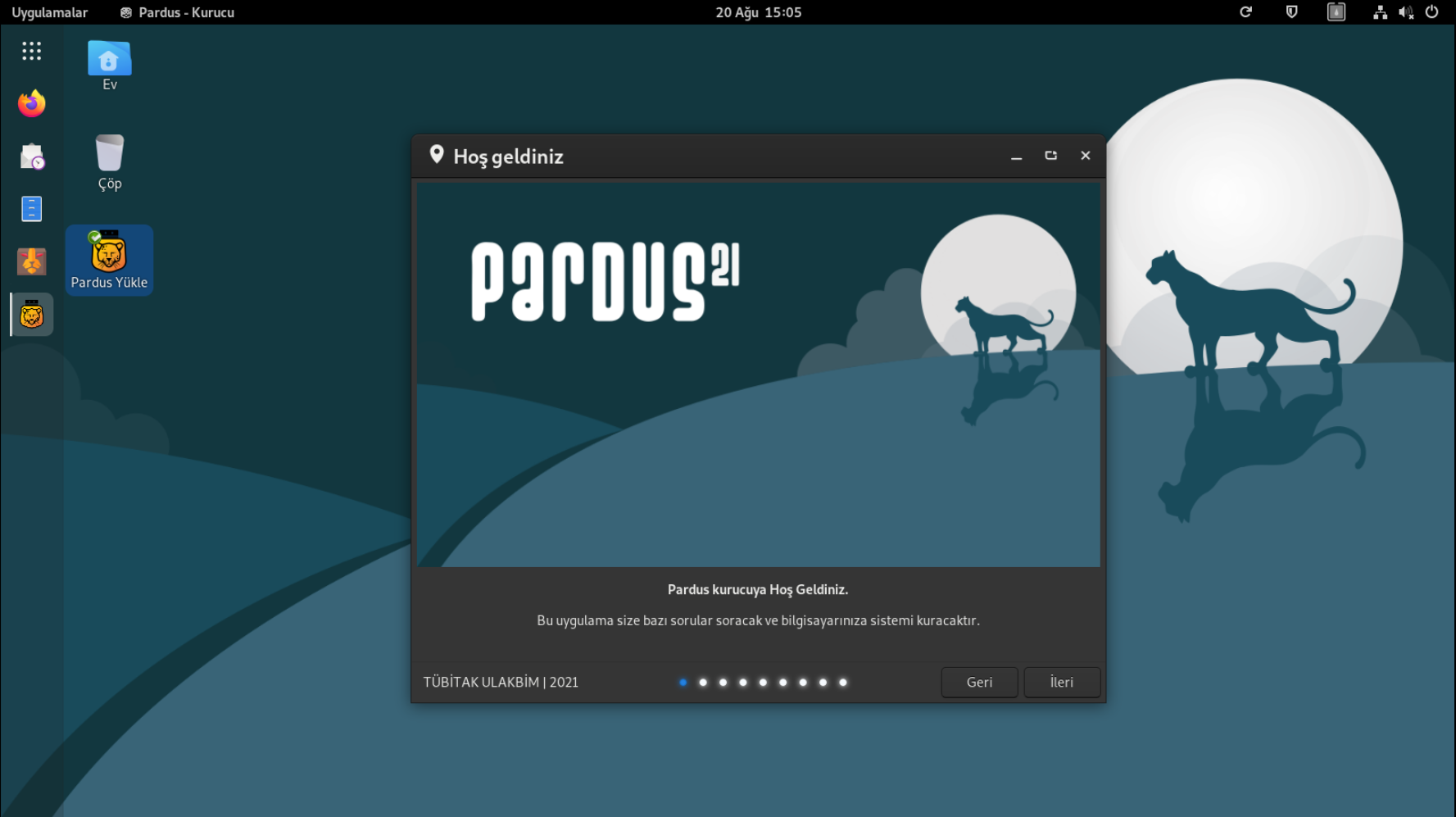
پارادوس ۱۷٫۰۵

پاردوس (به انگلیسی: Pardus) یک توزیع لینوکس بر پایه دبیان است که با حمایت دولت ترکیه توسعه داده‌ شده‌است. نام پاردوس برگرفته از نام لاتین پلنگ ایرانی است. پاردوس، سیستم‌عاملِ ملی کشور ترکیه است که مدتی قبل جهت گسترشِ فرهنگِ استفاده از سیستم عامل لینوکس در این کشور و همچنین فراهم نمودن بستر انتقال جامعه‌یِ نرم‌افزاریِ ترکیه به سمت جامعه‌ای متن‌باز و آزاد، توسعه داده شده‌است. اکثر بخش‌های مورد نیازِ این سیستم‌عامل مبتنی بر لینوکس، مجدداً توسط تیم توسعه‌دهنده‌‌یِ آن بازنویسی شده‌‌است. البته، پاردوس فقط یک توزیع محلی مختصِ ترکیه نیست بلکه توزیعی بین‌المللی، دارای ۱۰ زبان دیگر به‌جز زبان ترکی نیز است.

## مشخصات پاردوس
بخش‌های مختلف مدیریتی و کاربردیِ پاردوس با هدف بهبود میزانِ موردپسندبودن در هنگام استفاده از سیستم بازنویسی شده‌‌است. ابزارهای زیادی به صورت گرافیکی برای مدیریت بخش‌های مختلف نوشته‌شده که باعث سهولت در استفاده و مدیریت این سیستم‌عامل گردیده‌ است. سرعت راه‌اندازی سیستم و همچنین بارگذاری نرم‌افزارها مورد پسند بوده و سیستم از پایداری قابل قبولی برخوردار است.
به دلایلِ سرعت بالا و امنیت و پایداری، این توزیعِ لینوکس مورد استفاده نیرو‌های امنیت ترکیه نیز قرارگرفته‌است. 

## مدیریت بسته پی‌سی
پی‌سی (PiSi: Packages Installed Successfully as Intended) نامِ نرم‌افزار مدیریت بسته پاردوس است که وظیفه‌ی آن نصب، به‌روزسانی و حذف  آسان نرم‌افزارها در یک محیط گرافیکی است. برخی از ویژگی‌های مدیریت بسته‌یِ پی‌سی عبارت‌اند از:
- استفاده از الگوریتم LMZE برای فشرده‌سازی
- پیاده‌سازی‌شده توسط زبان برنامه‌نویسی پایتون
- کارآمدی و کوچک بودن
- پیاده‌سازی سورس بسته‌ها با XML و پایتون
- پایگاه داده‌ای سریع با استفاده از Berkeley DB
- رعایت بسته‌های وابسته و امکان دانلود و نصب آن‌ها
- ایجاد یک چارچوب نرم‌افزاری برای سهولت توسعه و ایجاد ابزارهای وابسته
- رابط کاربری بسیار آسان با استفاده از Qt
- ساختار فوق‌العاده سریع و ساده

جامعه پاردوس یک فورک از نسخه قدیمی پاردوس ایجاد کرده‌است، به اسم پی‌سی لینوکس که از مدیریت بسته پی‌سی نیز استفاده می‌کند.
eopkg - پکیج‌منیجر توزیع سولاس نیز یک فورک از مدیریت بسته پی‌سی است.

## مشتقات
نسخه جامع پاردوس بر اساس توزیع دبیان در ۱۲ آوریل ۲۰۱۳ منتشر شد.
پروژه‌های پی‌سی لینوکس و پاردوس آنکا از نسخه مستقر پاردوس مشتق شده‌اند و گروهی از داوطلبان همچنان پی‌سی و سایر ویژگی‌های پاردوس را به‌صورت مستقل توسعه می‌دهند. پی‌سی لینوکس دو نسخه جدید منتشر کرد؛ این نسخه‌ها ادامه‌ی نسخه ۲۰۱۱ پاردوس بوده و شامل آخرین نسخه‌ی پی‌سی، کپتان، کومار و مانند این‌ها می‌باشد.

## سخت‌افزار مورد نیاز
- پردازنده ۸۰۰ مگاهرتز اینتل یا ای‌ام‌دی (۱۲۰۰ مگاهرتز به بالا پیشنهاد می‌شود)
- ۲۵۶ مگابایت رم (۵۱۲ مگابایت پیشنهاد می‌شود)
- حداقل ۴ گیگابایت فضای دیسک سخت یا درایو حالت جامد (مقدار پیشنهادی: ۱۰ گیگابایت)
- سی‌دی-رام